# The Blackening
The Blackening — шестой альбом американской грув-метал-группы Machine Head, выпущенный 27 марта 2007 года лейблом Roadrunner Records. Альбом получил высокие оценки критиков и добился коммерческого успеха: так, в США было продано около 16 000 копий The Blackening только за первую неделю и более 260 000 копий за все время продаж, а в Великобритании продажи превысили 60 000 копий.
Первый сингл с альбома, «Aesthetics of Hate», посвященный Даймбэгу Дареллу, был номинирован на премию Грэмми в номинации «Лучшее метал-исполнение».

## Запись
В ноябре 2005 года группа записала демоверсии тринадцати песен, среди которых были ранние версии «Aesthetics of Hate» и «Halo». В середине августа 2006 года Machine Head сообщили название нового альбома, The Blackening. 18 и 19 августа Макклейн и Флинн провели первые джем-сейшены, во время которых они записали демоверсии пяти песен, в дальнейшем, вошедшие в альбом. Остальные участники группы, Фил Деммел и Адам Дьюс, присоединились к процессу записи позднее и были удивлены продолжительностью песен «A Farewell to Arms» и «Clenching the Fists of Dissent», совокупная длительность которых превысила 20 минут. Столь долгими песнями также оказались недовольны менеджеры Roadrunner Records, выступавшие за более простые композиции. Но, в результате, музыканты решили следовать и далее своему новому стилю, отказавшись от советов лейбла.
21 августа Machine Head приступили к записи альбома в студии Sharkbite Studios в Окленде. Из 26 написанных песен группа выбрала лишь восемь. 25 августа Макклейн завершил запись барабанных партий к шести песням из восьми, а остальные две записал 26 августа. Запись всех песен была завершена 16 ноября 2006 года. Далее, Марк Китон и Колин Ричардсон завершили микширование и мастеринг композиций на студии в Лондоне.
По утверждению Флинна, «Clenching the Fists of Dissent» и «Wolves» являются наиболее сложными песнями альбома по своей композиции. Так, «Clenching…» создавалась способом многоканальной записи, а «Wolves», по его словам, представляла особую сложность из-за обилия быстрых агрессивных риффов. Позднее Флинн объяснил, что затянутая продолжительность песен была связана с нежеланием музыкантов попасть в эфир радио MTV.

## Тематика песен
Основными темами лирики The Blackening являются любовь, война, религия, нетерпимость в обществе. Первый сингл с альбома, «Aesthetics of Hate», является реакцией группы на статью Вильяма Грима для консервативного веб-сайта Iconoclast. Озаглавленная как «Aesthetics of Hate: R.I.P. Dimebag Abbott, & Good Riddance», статья содержит похвалу Нэйтану Гэйлу, застрелившему Даррела во время выступления его группы Damageplan 8 декабря 2004 года.
Песни «Clenching the Fists of Dissent», «A Farewell to Arms» и «Halo» посвящены политике, войне и религии, соответственно. Текст «A Farewell to Arms» концентрируется вокруг темы войны в Ираке, перекликаясь с песней «A Thousand Lies» с дебютного альбома группы, содержащей размышления о войне в Персидском заливе. В «Slanderous» поется о сделках с совестью, а в «Wolves» о несгибаемом духе человека. «Now I Lay Thee Down» вдохновлена трагедией Шекспира «Ромео и Джульетта».

## Критика
| Оценки критиков  | Оценки критиков |
| Источник         | Оценка          |
| ---------------- | --------------- |
| About.com        | [ 11 ]          |
| Allmusic         | [ 12 ]          |
| Blabbermouth.net | 9.5/10          |
| Blender          | [ 14 ]          |
| IGN              | 8.4/10          |
| MusicOMH         | [ 16 ]          |
| PopMatters       | 8/10            |

The Blackening получил положительные оценки критиков. Дон Кайе, обозреватель Blabbermouth.net, поставил альбому 9.5 из 10, назвав альбом «одним из самых качественных и мощных проявлений современного хэви-метала». Кайе добавил, что «музыканты превзошли свои способности», и особенно отметил гитарные партии Деммела на «Beautiful Mourning» и «Aesthetics of Hate».
Том Юрек из Allmusic также высоко оценил альбом, отдельно отметив звучание треш-метала, отсылающее к Slayer. Элеонор Гудман из Rock Sound поставила альбому 9 из 10, назвав две минуты вступления «Clenching the Fists of Dissent» «полномасштабной атакой треша старой школы».
«Aesthetics of Hate» была выдвинута на премию Грэмми в номинации Лучшее метал-исполнение, но уступила «Final Six» группы Slayer, победившей второй год подряд. Соперниками по номинации для Machine Head также являлись King Diamond, Shadows Fall и As I Lay Dying. The Blackening был назван лучшим альбомом 2007 года по версии Metal Hammer и Kerrang!.
Тур в поддержку The Blackening продлился три года и завершился в Сиднее 28 марта 2010 года. В феврале того же года The Blackening был назван «альбомом десятилетия» по версии Metal Hammer. 8 октября 2011 года, по результатам опроса Roadrunner Records, релиз был удостоен звания «альбом века».

## Коммерческий успех
Разойдясь за первую неделю продаж в количестве превышающем 16 000, The Blackening занял 9-ю позицию в Billboard Top Rock и 54-ю позицию в Billboard 200, что является наивысшим результатом для группы. Предыдущий релиз группы Through the Ashes of Empires 2004 года издания занял 88-ю позицию Billboard 200 с 12 000 проданных копий за первую неделю.
The Blackening также показал хорошие результаты и за рубежом: альбом занял 12-е место в чарте Германии, а также пробился в топ-20 чартов Австралии, Великобритании и Швеции (14-я, 16-я и 19-я позиция, соответственно). Хуже альбом продавался в Ирландии, Голландии, Франции и Италии — 23-е, 29-е, 34-е и 55-е место, соответственно.

## Список композиций
| №  | Название                         | Текст песни                       | Музыка                                           | Длительность |
| -- | -------------------------------- | --------------------------------- | ------------------------------------------------ | ------------ |
| 1. | «Clenching the Fists of Dissent» | Робб Флинн                        | Робб Флинн, Дэйв Макклейн, Фил Деммел            | 10:37        |
| 2. | «Beautiful Mourning»             | Робб Флинн                        | Робб Флинн, Фил Деммел                           | 4:46         |
| 3. | «Aesthetics of Hate»             | Робб Флинн, Адам Дьюс             | Робб Флинн                                       | 6:30         |
| 4. | «Now I Lay Thee Down»            | Робб Флинн                        | Робб Флинн, Фил Деммел                           | 5:35         |
| 5. | «Slanderous»                     | Робб Флинн                        | Робб Флинн, Фил Деммел                           | 5:17         |
| 6. | «Halo»                           | Робб Флинн                        | Робб Флинн, Дэйв Макклейн, Адам Дьюс, Фил Деммел | 9:03         |
| 7. | «Wolves»                         | Робб Флинн                        | Робб Флинн, Фил Деммел, Адам Дьюс                | 9:01         |
| 8. | «A Farewell to Arms»             | Робб Флинн, Адам Дьюс, Фил Деммел | Робб Флинн, Фил Деммел                           | 10:13        |

| №   | Название                                   | Длительность |
| --- | ------------------------------------------ | ------------ |
| 9.  | «Hallowed Be Thy Name» (Iron Maiden cover) | 7:27         |
| 10. | «Battery» (Metallica cover)                | 5:02         |

| №   | Название                                                  | Длительность |
| --- | --------------------------------------------------------- | ------------ |
| 1.  | «Alan's on Fire» (Poison Idea cover)                      | 3:59         |
| 2.  | «Negative Creep» (Nirvana cover)                          | 2:40         |
| 3.  | «Seasons Wither»                                          | 6:15         |
| 4.  | «My Misery»                                               | 4:38         |
| 5.  | «House of Suffering» (Bad Brains cover)                   | 2:09         |
| 6.  | «The Possibility of Life's Destruction» (Discharge cover) | 1:26         |
| 7.  | «Ten Ton Hammer» (Extended Original Mix)                  | 5:06         |
| 8.  | «Hole in the Sky» (Black Sabbath cover)                   | 3:32         |
| 9.  | «Colors» (Ice-T cover)                                    | 4:41         |
| 10. | «Hard Times» (Live Cro-Mags cover)                        | 2:02         |
| 11. | «Halo (I Want Your Soul)» (Demo)                          | 6:34         |
| 12. | «Aesthetics of Hate (Thrash-Terpiece)» (Demo)             | 4:49         |

| №  | Название                                    | Длительность |
| -- | ------------------------------------------- | ------------ |
| 1. | «The Making of The Blackening»              | 24:28        |
| 2. | «Sounds of the Underground 2006 Tour Diary» | 10:37        |

| №   | Название                                                                 | Длительность |
| --- | ------------------------------------------------------------------------ | ------------ |
| 1.  | «Clenching the Fists of Dissent» (Live at With Full Force 2008)          | 8:44         |
| 2.  | «Now I Lay Thee Down» (Live at With Full Force 2008)                     | 5:30         |
| 3.  | «Halo» (Live at With Full Force 2008)                                    | 9:20         |
| 4.  | «Aesthetics of Hate» (Live at Rock In Rio 2008)                          | 6:07         |
| 5.  | «Davidian» (Live at Rock In Rio 2008)                                    | 6:35         |
| 6.  | «Imperium» (Live at Download 2007)                                       | 6:05         |
| 7.  | «Old» (Live at Download 2007)                                            | 5:02         |
| 8.  | «A Thousand Lies» (Live at Burn My Eyes 10th Anniversary Show 2004)      | 7:04         |
| 9.  | «The Rage to Overcome» (Live at Burn My Eyes 10th Anniversary Show 2004) | 4:33         |
| 10. | «Death Church» (Live at Burn My Eyes 10th Anniversary Show 2004)         | 5:43         |
| 11. | «Blood for Blood» (Live at Burn My Eyes 10th Anniversary Show 2004)      | 5:54         |
| 12. | «Halo» (Uncensored & Unedited Music Video)                               | 5:10         |
| 13. | «Now I Lay Thee Down» (Uncensored & Unedited Music Video)                | 5:36         |
| 14. | «Aesthetics of Hate» (Uncensored & Unedited Music Video)                 | 6:09         |
| 15. | «The Making of Halo»                                                     | 6:32         |
| 16. | «The Making of Now I Lay Thee Down»                                      | 4:54         |
| 17. | «The Making of Aesthetics of Hate»                                       | 3:26         |

## Участники записи
Machine Head
- Робб Флинн — вокал, гитара
- Фил Деммел — гитара
- Адам Дьюс — бас-гитара
- Дэйв Макклейн — ударные

Производство
- Робб Флинн — продюсирование, дизайн упаковки
- Марк Китон — звукоинженер
- Винцент Войно — звукоинженер
- Колин Ричардсон — продюсирование, микширование
- Мэтт Хайд — микширование
- Ли Слэтер — ассистент звукоинженера
- Роэн Онрет — ассистент звукоинженера
- Эдди Шрейер — мастеринг
- Алекс Солча — фотограф
- Bau-da Design — дизайн упаковки
- Дейна Элкорн — дизайн упаковки

## Позиции в чартах
| чарт (2007)                        | позиция |
| ---------------------------------- | ------- |
| Австралия                          | 14      |
| Австрия                            | 19      |
| Бельгия (Фландрия)                 | 52      |
| Бельгия (Валлония)                 | 74      |
| Нидерланды                         | 22      |
| Финляндия                          | 33      |
| Франция                            | 36      |
| Германия                           | 12      |
| Ирландия                           | 23      |
| Норвегия                           | 36      |
| Испания                            | 79      |
| Швеция                             | 19      |
| Швейцария                          | 29      |
| Великобритания                     | 16      |
| Billboard 200                      | 54      |
| Billboard Rock Albums Chart        | 15      |
| Billboard Tastemakers Albums Chart | 9       |

## Сертификации
| Регион | Сертификация | Продажи |
| --- | ------------ | ------- |
| Великобритания (BPI) | Серебряный   | 60 000* |
| * Данные о продажах приведены только на основе сертификации. ^ Данные о тиражах приведены только на основе сертификации. |              |         |